# Heutrégiville
Heutrégiville település Franciaországban, Marne megyében. Lakosainak száma 504 fő (2022. január 1.). Heutrégiville Aussonce, Lavannes, Saint-Masmes, Selles és Warmeriville községekkel határos.

## Népesség
A település népességének változása:
| Lakosok száma | 281  | 279  | 299  | 376  | 399  | 406  | 444  | 478  | 483  | 504  |
|               | 1968 | 1982 | 1990 | 2006 | 2013 | 2015 | 2017 | 2019 | 2020 | 2022 |